# گیشنو
گیشنو، روستایی در دهستان سرباران بخش تیاب شهرستان میناب در استان هرمزگان ایران است.

## جمعیت
بر پایه سرشماری عمومی نفوس و مسکن در سال ۱۳۹۵، جمعیت این روستا برابر با ۱۲۱ نفر (۳۴ خانوار) بوده‌است.